# 21. veljače
21. veljače (21. 2.) 52. je dan godine po gregorijanskom kalendaru.
Do kraja godine ima još 313 dana (314 u prijestupnoj godini).

## Događaji
- 1431. – Počelo suđenje Ivani Orleanskoj
- 1437. – Umro škotski kralj James I.
- 1848. – Objavljen Komunistički manifest

| - 1728. – Petar III., ruski car - 1801. – John Henry Newman, engleski kardinal († 1890.) - 1864. – Velimir Deželić stariji, hrvatski književnik, leksikograf i sveučilišni bibliotekar († 1941.) - 1886. – Vale Vouk, hrvatski botaničar slovenskoga podrijetla († 1962.) - 1892. – Harry Stack Sullivan, američki psihijatar († 1949.) - 1895. – Henrik Dam, danski biokemičar, nobelovac († 1976.) - 1907. – Wystan Hugh Auden, američki pjesnik engleskog podrijetla († 1973.) - 1917. – Ivo Vitić, hrvatski arhitekt († 1986.) - 1925. – Ivo Kalina, hrvatski slikar († 1995.) - 1937. – Harald V., norveški kralj - 1946. – Alan Rickman, britanski glumac i redatelj († 2016.) - 1950. – Richard Tarnas, američki filozof i kulturni povjesničar - 1958. – Siniša Popović, hrvatski glumac - 1979. – Jennifer Love Hewitt, američka glumica i pjevačica | - 1677. – Baruch de Spinoza, nizozemski filozof - 1859. – Jožef Pichler, slovenski svećenik i pisac (* 1789.) - 1941. – Frederick Banting, kanadski liječnik i nobelovac (* 1891.) - 1968. – Howard Walter Florey, australski liječnik, nobelovac (* 1898.) - 2011. – Vladimir Ivir, hrvatski jezikoslovac i leksikograf (* 1934.) - 2017. – Kenneth Arrow, američki ekonomist, nobelovac (* 1924.) - 2018. – Billy Graham, američki baptistički svećenik (* 1918.) - 2021. – Lorenzo Montecalvo, talijanski svećenik i pisac (* 1945.) - 2021. – Zlatko Saračević, hrvatski rukometaš i trener (* 1961.) |

## Blagdani i spomendani
- Međunarodni dan materinskog jezika (odredio UNESCO 1999.)
- Petar Damiani
- Dan neovisnosti (Egipat)

## Imendani
- Damir
- Natalija